# 金床
鉄床（かなとこ、異字：金床、鉄砧）とは、鍛造や板金で、加工しようとする加熱した金属を載せる鋳鉄製または鋳鋼製の作業台。鉄敷（かなしき、異字：金敷、鉄砧、鑕）、鉄砧（てっちん）、ハンマー台（ハンマーだい）ともいう。また、鉄梃（かなてこ、てってい）は、鉄製の梃（てこ）を第1義とするが、「鉄床」の語義もある。
英語では "anvil" といい、日本語でもこれを音写した外来語「アンビル」が通用する。

## 概要
鉄道の廃レールを切断して用いる、重さが1キログラム程度の小型から、100キログラムに達する大型まである。材質は一般的な鋳鉄や鋳鋼のほか、炭素工具鋼（S55Cなど）で作られた金床、地金（軟鉄）の上に鋼を鍛接した床も存在する。
歴史は古く、青銅器時代にはすでに金属加工に使用されていたため、鍛冶や技術のシンボルになることがある。
大きな熱源を伴う鍛冶仕事ばかりでなく、熱を伴わない精密な金属加工などにも用いられてきたが、近現代になって専門職だけでない趣味（ホビー）での需要が多くなると、それらに対応した様々なタイプも生まれてきた。

## 種類
作業中に動いてしまわないよう、また、高さを確保する目的でも、鉄床を台座に固定することがある。そのような台座（または、台座として用いる物）は鉄床台（かなとこだい）と呼ばれている。

### 角付き
もともと西洋に多かった現在最も一般的となっているタイプは、「角付き（つのつき）」「角型（つのがた）」「鳥口付き（とりぐちつき）」などとも呼ばれるもので、直方体の長手の方向の片側または両側に「鳥口（とりぐち、とりのくち）」「鳥の嘴（とりのはし）」「角（つの）」などと呼ばれる鳥の嘴（くちばし）にも獣の角にも似た突起があり、工作物を曲げるときに用いる。英語ではこれを "horn（ホーン）" という。工作物を載せる上面は平らになっている。この平らな部分は英語で "face" といい、日本語でも「フェース/フェイス」と呼ばれることがある。フェイスは製品の直線を出す定規の役割があり、凹めば面を補修しながら使う。ホーンはかつて鍛冶屋の主要業務であった蹄鉄打ちなどで必要な、曲線部の加工を行う。
ホーン（角）/鳥口を両端に有するタイプも、古来用いられてきた（名称例：タブルホーンアンビル）。■右側に画像あり。

### 角無し
ホーン（角）/鳥口をもたないタイプもある。
さらには、基部のくびれさえも無い、ほとんどシンプルな構造の直方体という形状のものもある（名称例：ブロックアンビル）。そのようなタイプでも、後述する蜂の巣床の機能を果たす孔が一つくらいは付いていたりする。また、精密加工やホビー用に普及している机の上で作業するための薄く軽量なもの（名称例：卓上アンビル、叩き台）や、可動式の吊り下げ金具が付いていて携帯に適した小型のものがある。

### 蜂の巣床
曲線加工が不要な日本の刀鍛冶の使用する古式の鉄床は鳥口を持たない単純な形であったため、「鶴首（つるくび）」という棒状の鉄床を、いくつもの孔の空いた特殊形状の鉄床に固定して使う。
このような特殊形状の鉄床は、日本だけでなく世界中にあるが、蜂の巣に似ていることから「蜂の巣型鉄床」「蜂の巣床（はちのすどこ、異表記：蜂巣床、蜂之巣床）」「蜂の巣（異表記：蜂巣、ハチノス）」などと呼ばれている（■右側に画像あり）。英語圏ではこの種の床を "swage block" という。"swage" は第1義には日本語で「スエージ（※swageの音写語）」ともいう「加締（かしめ）」のことであるが、第2義には swage block の略語である。なお、swage block の日本語音写形「スウェージブロック」「スエージブロック」は、孔を空けたブロック形状の工業部品などの名称になっていて、本項で解説している意味での語としては通用しない。

## 創作

### 音楽
金属の槌で鉄床を打つ高い金属音は、楽曲や様々な音響に利用されている。
- ジュゼッペ・ヴェルディのオペラ『イル・トロヴァトーレ』（1853年初演）の第2幕で歌われるコーラス曲『鍛冶屋の合唱（英語版）』では、終盤に槌の音が入る。 Play[ヘルプ/ファイル]
- ヨーゼフ・シュトラウス『鍛冶屋のポルカ』（1869年初演）
- リヒャルト・ワーグナーの楽劇『ニュルンベルクのマイスタージンガー』（1859年完成）より、主役ザックスが靴修理をしながら悪役ベックメッサーの歌に文句をつける場面。
- 同じく、ワーグナーの楽劇『ニーベルングの指環』（1874年完成）の第2日「ジークフリート」（1876年初演）で、折れた剣ノートゥングをミーメが鍛え直す場面。

### 旗章

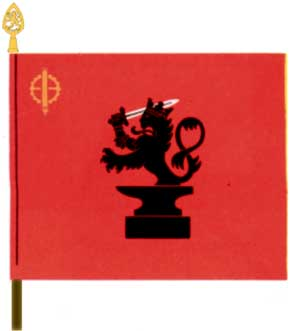
フィンランド陸軍技術教育センターの旗

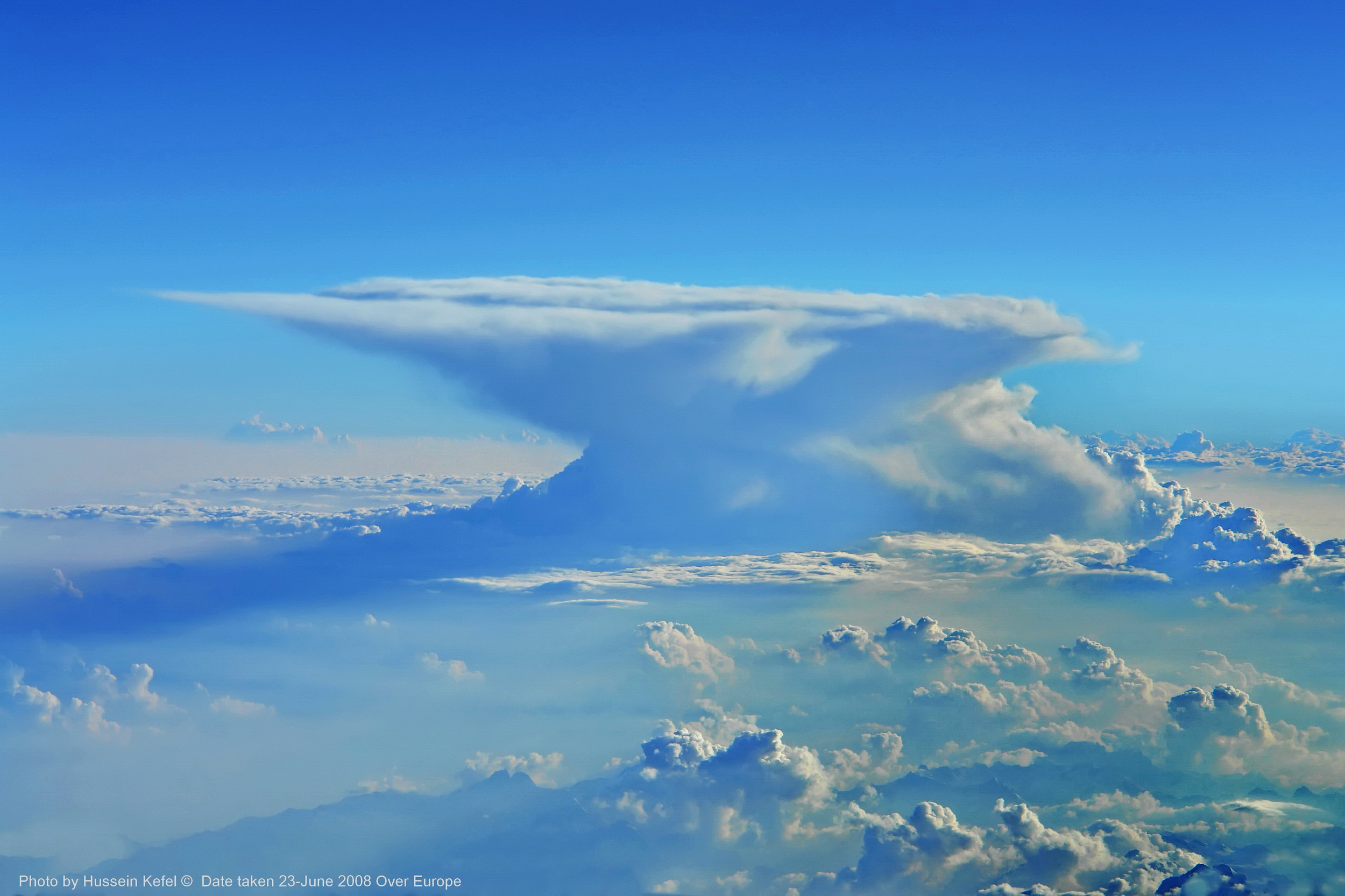
鉄床雲

フィンランド陸軍技術教育センターの旗のデザインには鉄床が採り入れられている。紋章学でいうところの「ライオン・ランパント (lion rampant) 」(cf.) の特殊な派生形態である「（王冠を頂き）剣を振りかざす両足立ちの獅子」がフィンランドの国章であるが、この旗では、チェスの駒の基部に見立てた鉄床と（そのために下半身が無い）「剣を振りかざす両足立ちの獅子」とが組み合わされた形でシルエット（剣のみ例外）として描かれている。

## 比喩

### 気象
鉄床雲（かなとこぐも、異表記：鉄砧雲、かなとこ雲）は、鉄床のような形をした積乱雲である。かなとこ巻雲（かなとこけんうん）などともいう。英語名も日本語名と全く同じ意味をもつ "anvil cloud "。気象学名は Incus というが、語源である "incūs" はラテン語で「鉄床」を意味する。
発達した雲の頂が対流圏界面に達した場合、それを越えた先は強風が吹いているため、雲はその面に達した途端に水平方向へ流され、上昇は阻まれる。それにより、鉄床の平滑面（フェイス）のような形状が出現する。

### 軍事
鉄床戦術（英：hammer and anvil）とは、軍事用語で、複数兵科を使った戦術の一つ。軍を二つの部隊に分け、一方が敵を引き付けているうちにもう一方が背後や側面に回り込んで敵を包囲し、挟撃する戦術であり、二手に分かれた部隊が対象を挟み撃つという構造を、槌と鉄床が対象物を挟み打つことに譬えている。
第二次世界大戦中、1944年のカーンの戦い（cf. オーヴァーロード作戦#カーン）で、カーンの町とその周辺の奪還を狙った連合国軍がドイツ第5装甲軍に対して執った鉄床戦術の概念図を、右側の画像の一つ（■）として記載してあるので参照のこと（※本項に表示できない英語版ウィキペディアの画像への直接リンク）。連合国側の主力であるイギリス第二軍 (en) が "鉄床" として行動している。